# 장난스런 키스 (드라마)
《장난스런 키스》는 MBC에서 2010년 9월 1일부터 2010년 10월 21일까지 방영된 수목 미니시리즈이다.
본 드라마는 다다 가오루의 만화 《장난스런 키스》를 원작으로 청춘 시절에 장난스러운 키스로 두 사람이 긴 시간 동안 서로에게 영향을 주고받으며 자신의 정체성을 찾아가는 과정을 다루었다.

## 등장 인물

### 주요 인물
- 김현중 : 백승조 역
- 정소민 : 오하니 역
- 이태성 : 봉준구 역

### 친구들
- 홍윤화 : 정주리 역
- 윤승아 : 독고민아 역
- 장아영 : 홍장미 역
- 안녕바다 : 봉준구의 아이들 역

### 가족들
- 강남길 : 오기동 역
- 정혜영 : 황금희 역
- 오경수 : 백수창 역
- 최원홍 : 백은조 역

### 파랑고등학교
- 황효은 : 송강이 역
- 송용식 : 송지오 역
- 문회원 : 황 교감 역

### 파랑대학교
- 이시영 : 윤헤라 역
- 최성국 : 왕경수 역

### 그 외
- 윤보현 : 테니스부 주장 역
- 유하진 : 현아 역
- 곽인준 : 현아 남편 역
- 윤아름 : 서유리 역
- 김서윤 : 사라 역
- 한성용 : 쌍절곤 선배 역
- 샌디
- 박한나
- 한유이

## 시청률
최저 시청률과 최고 시청률은 시청률 조사회사와 지역별로 시청률에 차이가 있을 수 있습니다.
| 2010년      | 2010년      | 2010년         | 2010년       | 2010년         | 2010년       |
| 회차        | 방송일      | TNmS 시청률    | TNmS 시청률  | AGB 시청률     | AGB 시청률   |
| 회차        | 방송일      | 대한민국(전국) | 서울(수도권) | 대한민국(전국) | 서울(수도권) |
| ----------- | ----------- | -------------- | ------------ | -------------- | ------------ |
| 제1회       | 9월 1일     | 3.5%           | 3.8%         | 3.6%           | 4.2%         |
| 제2회       | 9월 2일     | 3.6%           | 4.5%         | 3.7%           | 4.6%         |
| 제3회       | 9월 8일     | 3.2%           | 3.6%         | 3.5%           | 3.9%         |
| 제4회       | 9월 9일     | 3.2%           | 4.2%         | 3.4%           | 4.4%         |
| 제5회       | 9월 15일    | 3.4%           | 3.9%         | 3.0%           | 3.5%         |
| 제6회       | 9월 16일    | 3.0%           | 4.1%         | 2.8%           | 3.9%         |
| 제7회       | 9월 22일    | 5.8%           | 7.0%         | 6.3%           | 7.5%         |
| 제8회       | 9월 23일    | 6.0%           | 6.4%         | 5.8%           | 6.2%         |
| 제9회       | 9월 29일    | 4.0%           | 4.8%         | 4.5%           | 5.3%         |
| 제10회      | 9월 30일    | 8.2%           | 8.8%         | 7.5%           | 8.1%         |
| 제11회      | 10월 6일    | 5.4%           | 6.1%         | 5.6%           | 6.3%         |
| 제12회      | 10월 7일    | 4.9%           | 5.8%         | 5.7%           | 6.6%         |
| 제13회      | 10월 13일   | 5.9%           | 6.1%         | 6.0%           | 6.2%         |
| 제14회      | 10월 14일   | 6.4%           | 8.3%         | 5.6%           | 7.5%         |
| 제15회      | 10월 20일   | 6.0%           | 7.0%         | 6.1%           | 7.1%         |
| 제16회      | 10월 21일   | 6.0%           | 7.0%         | 5.9%           | 6.9%         |
| 평균 시청률 | 평균 시청률 | 4.9%           | 5.7%         | 4.9%           | 5.8%         |

## 수상
- 2010년 MBC 연기대상
  - 남자 인기상 김현중
  - 신인상 이태성